# Jak najdalej
Jak najdalej – pierwszy singel promocyjny z płyty Perła Edyty Górniak wydany w 2001 roku.

## Lista utworów
1. Jak najdalej (4:33)

## Twórcy
- muzyka: Piotr Siejka
- słowa: Ryszard Kunce
- produkcja: Edyta Górniak
- mix: Tom Elmhurst
- realizator dźwięku: Tadeusz Mieczkowski
- programowanie: Adam Sztaba
- gitary: Michał Grymuza

## Teledysk
Do utworu Jak najdalej został nagrany wideoklip podczas sylwestrowego programu "Tour de Maryla". Emisja programu miała miejsce 31 grudnia 2001 roku w TVP 1.